# Ветлужские марийцы
Ветлу́жские мари́йцы (ма́ри, череми́сы) — северо-западные марийцы, проживающие на северо-востоке Нижегородской области в Тоншаевском, Тонкинском, Шахунском, Воскресенском и Шарангском районах. В настоящее время носят название ветлужские или нижегородские марийцы, устаревшее наименование — костромские марийцы. Коренное марийское население юго-восточной части бывшей Костромской губернии. При изменении административных границ в советское время оказались в составе Нижегородской области.

## Этноним
Самоназвание марийцев на местном диалекте марийского — «мӓрӹ», в отличие от литературного варианта «мари». На вопрос «ты чей?» нижегородские мари отвечают «мӓрӹн», то есть марийский, что в русской транскрипции записывается как «мерен». Это является одним из доводов сторонников тождественности мерян и мари (М. Фасмер, Т. С. Семёнов, С. К. Кузнецов, Д. А. Корсаков).

## История

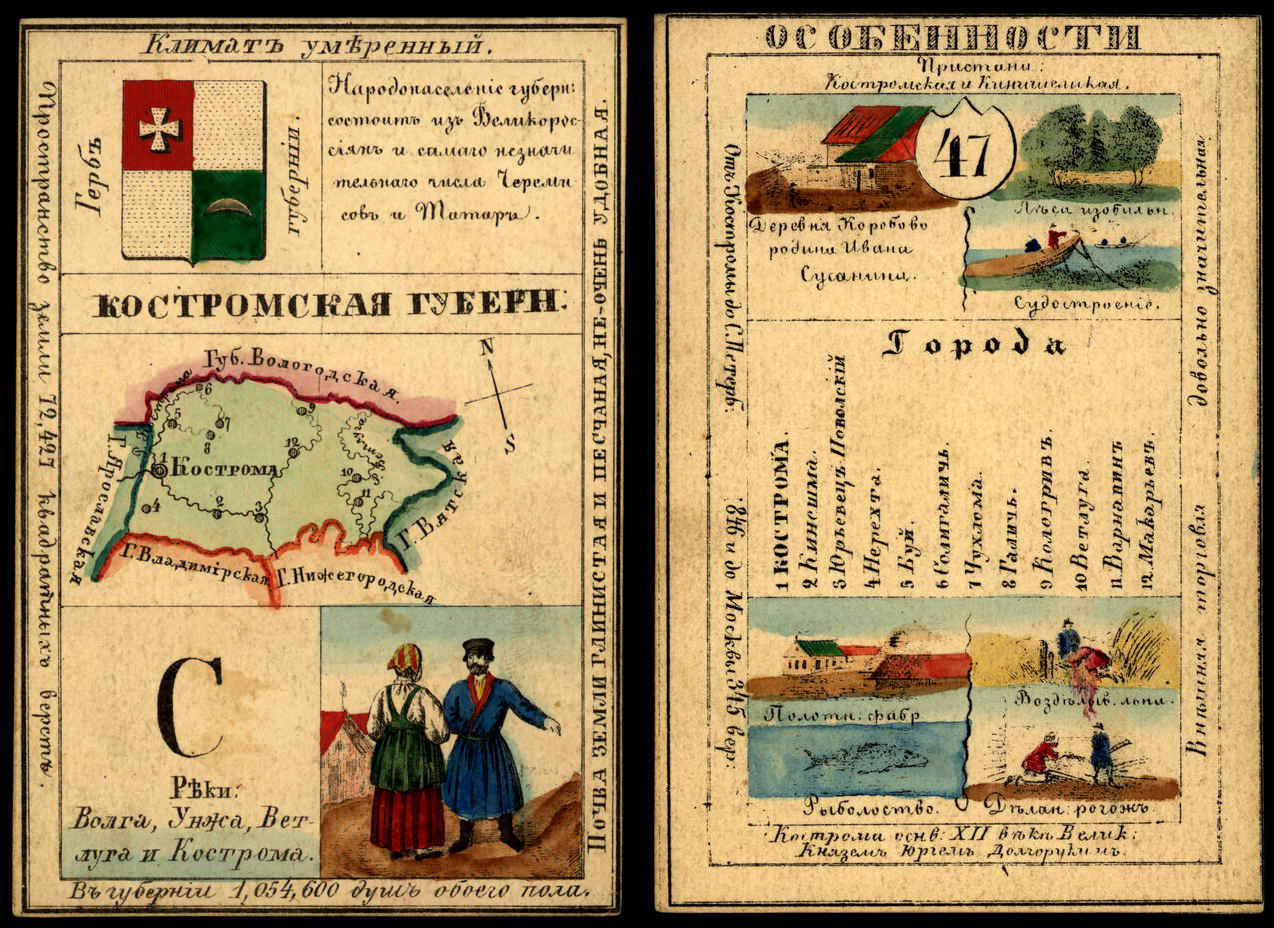
Географическая сувенирная карточка 1856 года, изображающая Костромскую губернию Российской империи, и народы её населяющие

Формирование современного марийского народа сложилось на основе двух близких культур: ананьинской в Волго-Камье, из которой потом развилась азелинская культура, и городецко-дьяковской на Верхней Волге и Оке. В начале I тысячелетия нашей эры племена городецкой культуры, обитавшие на границе лесной зоны и лесостепи, под напором степняков продвигались на север по Суре и Оке к Волге, и вышли в Поветлужье, а оттуда на Большую Кокшагу. В результате «взаимоассимиляции» азелинских и городецких племён, с участием более древнего местного населения, во второй половине I тысячелетия сформировались древнемарийские племена. При этом разделение марийцев на горных и луговых базируется на том, что у первых — преобладание черт городецкой культуры, а у вторых — азелинской. Так как ветлужские марийцы являются частью лугово-восточных марийцев, то их формирование проходило под большим влиянием азелинской культуры.
Регион формирования древнемарийских племён (черемисов) и их первоначального обитания выходил далеко за пределы современной Республики Марий Эл. Они занимали всё Поветлужье и центральные районы Ветлужско-Вятского междуречья, а также земли к западу от Ветлуги. Граница с мерянскими племенами проходила в районе реки Унжи. Зона их обитания по обоим берегам Волги простиралась от устья Казанки до устья Оки. На юге древние марийцы занимали как земли современного Горномарийского района, так и земли северной Чувашии. В районе города Котельнича проходила их северная граница расселения.
На территории Костромской области находились две столицы марийских княжеств: Шанга и Якшан, и находится ряд марийских археологических памятников.
В конце XIX — начале XX вв. марийцы проживали в нескольких селениях Васильского и Макарьевского уездов Нижегородской губернии (Шешмары Крайние и Средние, Кромки, Юркино, Икша, Куминское, Пакшеево) (главным образом горные марийцы). Кроме того, марийцы, проживали в соседнем Ветлужском уезде Костромской губернии (Ошара, Луга, Шукшум, Пижма, Одошнур и др.) (ветлужские марийцы). Всего в обеих губерниях насчитывалось около 4000 марийцев. В результате проведения первой всеобщей переписи населения Российской Империи 1897 года, было выявлено, что в Костромской губернии проживало 2001 человек, для которых родным был марийский (черемисский) язык. В результате проведения административных реформ в 1922 году Ветлужский уезд был присоединён к Нижегородской губернии. По переписи 1926 года в Костромской губернии проживал всего один мариец. Соответственно, фактически вся территория, где проживало марийское население — примерно 2000 человек, была присоединена в 1922 году к Нижегородской губернии.
В Нижегородской области насчитывается около 3000 марийцев, компактно проживающих в северо-восточных районах области: Шарангском, Тоншаевском, Воскресенском. Они проживают главным образом в небольших сёлах, не смешиваясь с русским населением. До начала реформ 1980-90-х годов большинство местных марийцев работали в колхозах. Люди, которые получали высшее и среднее специальное образование, старались вернуться в свои родные места. Межнациональные браки не приветствовались. Сейчас молодые специалисты стараются устроиться в городах, так как работы в деревне практически нет. Молодёжь стала чаще вступать в браки с представителями других национальностей.
- См. также История Марийского края, История Костромской области.

## Религия
Несмотря на постоянные, начиная с XVI века, попытки христианизации марийцев, они фактически продолжали верить в своих многочисленных богов. И сегодня нижегородские марийцы продолжают придерживаться традиционных верований, хотя стараются не афишировать деятельность своих «хранителей веры». При этом знающих обряды стариков найти очень трудно. Если раньше «картами» (жрецами) были только мужчины, то сейчас это, главным образом, женщины.

## Язык
Нижегородские марийцы говорят на северо-западном наречии западной ветви марийского языка, но для большинства из них литература, которая издаётся в Марий Эл, непонятна. При этом в марийских семьях все говорят по-марийски, а писать не умеют. Хотя учебник этой ветви марийского языка, на котором также говорят марийцы в соседней Кировской области, издан в Йошкар-Оле, изучение родного языка будет очень трудно наладить, не только из-за отсутствия учебников, но и из-за того, что население раскинуто по отдельным сёлам, а также из-за удалённости этой зоны от крупных городов и дорог, и нежелания специалистов-преподавателей туда переезжать.

## Лингвистическое, антропологическое и культурное влияние
По мнению А. В. Громова — составителя словаря так называемого жгонского языка, который использовался в качестве особого корпоративного языка костромскими пимокатами, валяльщиками, шерстобитами, чтобы их разговоры не были понятны прочим жителям, из примерно 1000 найденных слов тайной профессиональной лексики большую часть занимают русские жаргонные слова, но примерно треть являются заимствованными из других языков: английского, греческого, финского, удмуртского, марийского языка.
В 1955—1959 году проводилась русская антропологическая экспедиция под руководством антрополога Бунака В. В., в ходе которой русские проживающие в Костромской, Вологодской, Кировской и северной части Нижегородский области были объединены в вологдо-вятский антропологический тип. Бунак предположил, что некоторые особенности этого русского типа связаны с возможным влиянием на русский этнос местного восточнофинского элемента, но при этом он отметил, что русская вологдо-вятская группа ясно отличается от восточнофинских, и в целом имеет сходство с иными антропологическими русскими группами, в частности с ильменской. По результатам русской антропологической экспедиции было выявлено, что русские вологдо-вятской группы имеют серьёзные отличия от ближайших восточнофинских соседей — ветлужских мари, по ряду антропологических параметров, в том числе, по среднему росту. У русских средний рост 166,5 см, а у ветлужских мари − 161,8 см. У местных русских было выявлено 38 % светлых радужин глаз, а у ветлужских мари — 20 %. Русские вологдо-вятской зоны имеют 33 % светлых волос, в то время как ветлужские Мари имеют 16 %. Также, у местных русских 20 % поднятого основания носа, а у ветужских мари — 11 %. Вологдо-вятские русские имеют 18 % верхнего века без складки, а ветлужские мари — 6,5 %. Кроме того, местные русские имеют серьёзное отличие от марийцев по такому параметру, как процент вогнутого профиля спинки носа (у вологдо-вятских русских — 4 %, у горных мари — 46,1 %) и имеют гораздо более профилированное лицо по сравнению с марийцами.